# Teofil Żurowski
Teofil Żurowski herbu Leliwa (ur. 20 grudnia 1833, zm. w marcu 1908) – właściciel dóbr, marszałek rady c. k. powiatu liskiego, poseł do Sejmu Krajowego Galicji IV i V kadencji (1872–1889).

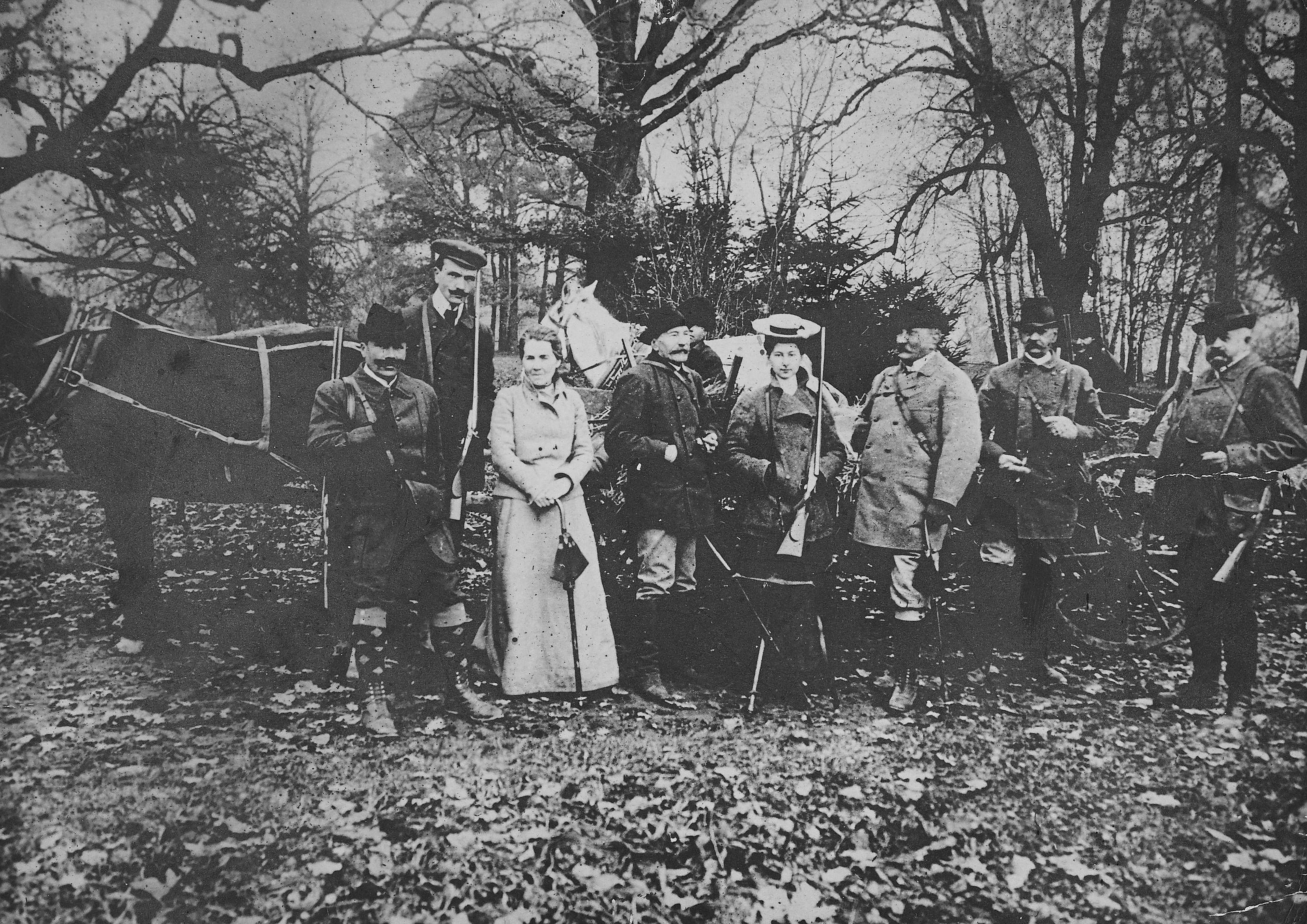
Od lewej: Piotr Łastowiecki, hr. Roman Scipio, P. Gaillard, Władysław Bzowski, Karolina Przedrzymirska, Eustachy Wolski, Stefan Borck-Prek, Teofil Żurowski (Pantalowice przed 1904).

## Życiorys
Syn Adama Żurowskiego z Żurowiczek (1801–1864) i Pauliny z domu Ostaszewskiej herbu Ostoja (1811–1835), córki Sebastiana Ostaszewskiego, ze Wzdowa. Miał siostrę Felicję. Teofil Żurowski został ochrzczony w Hoczwi.
Został dziedzicem i właścicielem dóbr Berezka, Myczkowce, Hawtowice Dolne (do 1904).
Był członkiem Rady c. k. powiatu liskiego, najpierw od około 1867 do około 1870 wybrany jako reprezentant grupy większych posiadłości pełnił funkcję członka wydziału powiatowego. W 1874 został wybrany członkiem Rady z grupy gmin wiejskich i do około 1877 był zastępcą członka wydziału. Potem, od około 1878 ponownie był członkiem wybranym z grupy większych posiadłości, w tym od około 1881 do około 1884 sprawował stanowisko prezesa wydziału. Około 1884 został wybrany po raz kolejny, tym razem z grupy gmin wiejskich i nadal był prezesem wydziału do około 1890
Został wybrany na posła Sejmie Krajowym Galicji kadencji IV (1877–1882) w IV kurii okręgu Lisko-Baligród-Lutowiska. Następnie został wybrany w kadencji V (1882–1889) w I kurii w obwodzie sanockim, lecz złożył mandat 6 października 1883, ponieważ został wybrany w IV kurii w Lisku (na jego miejsce obrano Zygmunta Kozłowskiego, który złożył mandat 16 października 1884, jednak został powtórnie wybrany 29 października 1885; natomiast pierwotnie w IV kurii w Lisku wybrany niewielką przewagą głosów został wybrany Aleksander Iskrzycki, który złożył mandat 27 września 1883, po czym uznano wybór Teofila Żurowskiego). W wyborach w 1889 bezskutecznie ubiegał się o reelekcję. W 1879 był członkiem wydziału okręgowego C. K. Galicyjskiego Towarzystwa Kredytowego w Lisku.
Jego żoną została Helena z domu Złocka herbu Szeliga (córka Wiktora i Józefy z domu Urbańskiej herbu Nieczuja; była dziedziczką dóbr Myczkowce, Zwierzyń i Bereźnica: zob. Bereżnica Niżna i Bereżnica Wyżna), z którą miał córkę Olgę (wzgl. Aleksandra) zamężna z Adamem Wiktorem z Załuża) i syna Wiktora (ojciec Haliny).
Był aktywnym myśliwym.